# Eelco Heinen
Eelco Heinen, né le 27 avril 1981 à Laren, est un homme politique néerlandais, membre du Parti populaire pour la liberté et la démocratie (VVD).
Il occupe un siège à la Chambre des représentants entre mars 2021 et juillet 2024, et il est auparavant salarié du parti.
Depuis le 2 juillet 2024, il est ministre des Finances dans le gouvernement de Dick Schoof.

## Jeunesse et carrière
Il est né en 1981 dans la ville de Laren en Hollande du Nord et étudie l'informatique à l'Université des sciences appliquées d'Amsterdam de 1998 à 2002. Heinen étudie ensuite l'économie à l'Université d'Amsterdam. Après avoir obtenu un Master of Science en macroéconomie en 2005, il fait un autre Master en relations internationales. Il devient chargé de mission au ministère des Finances en 2007.
Entre 2011 et 2014, Heinen travaille comme conseiller principal en politique financière pour le groupe parlementaire du VVD et est promu secrétaire politique et responsable de la politique au cours de cette dernière année,. Il rejoint le VVD en 2006. Il fait partie de l'équipe de campagne pour l'élection de 2017 et contribue à la rédaction du programme électoral,.

## Chambre des députés
Heinen – alors également assistant politique du député Klaas Dijkhoff – se présente comme député aux élections générales de 2021, se classant douzième sur la liste du parti VVD. Il est à nouveau membre de l'équipe de campagne et du comité du programme électoral,. Il est élu, recevant 679 votes de préférence, et il prête serment comme membre de la Chambre le 31 mars. Il se spécialise sur les questions économiques et financières,.
Lorsque le quatrième cabinet Rutte s'effondre en juillet 2023 – déclenchant des élections anticipées en novembre – Heinen devient le chef de campagne du VVD. Après les élections, Heinen reste le porte-parole du VVD pour les finances et la politique macroéconomique (à l'exclusion de la fiscalité). En outre, il aide le chef du parti Dilan Yeşilgöz aux côtés de Sophie Hermans dans les négociations visant à former une nouvelle coalition gouvernementale entre le PVV, le VVD, le NSC et le BBB.

## Ministre des Finances
Heinen prête serment en tant que ministre des Finances dans le cabinet Schoof intronisé le 2 juillet 2024, succédant à Steven van Weyenberg,. La proposition du cabinet pour le budget néerlandais de 2025 est présentée par Heinen en septembre 2024 et entraînerait un déficit budgétaire prévu de 2,5 % du PIB. Se référant aux faibles taux d'intérêt du passé, Heinen déclare que « le temps de l'argent gratuit est vraiment révolu », utilisant ce changement pour justifier les coupes budgétaires proposées. Un article de Trouw mentionne par la suite que Heinen se présente comme un « strict gardien du trésor » et qu'il a aidé le VVD à revenir à ses valeurs économiques libérales traditionnelles.
Heinen plaide en faveur d'une plus grande intégration des marchés de capitaux dans l'Union européenne (UE) pour accroître les investissements privés, affirmant qu'il s'agit du seul moyen pour le continent de stimuler la croissance économique. Il critique les euro-obligations, des obligations d'État émises conjointement par les États membres, affirmant qu'elles conduiraient à des dettes plus élevées, à une faible croissance et au protectionnisme.